# Minerai de fer
Pour les articles homonymes, voir Minerai.

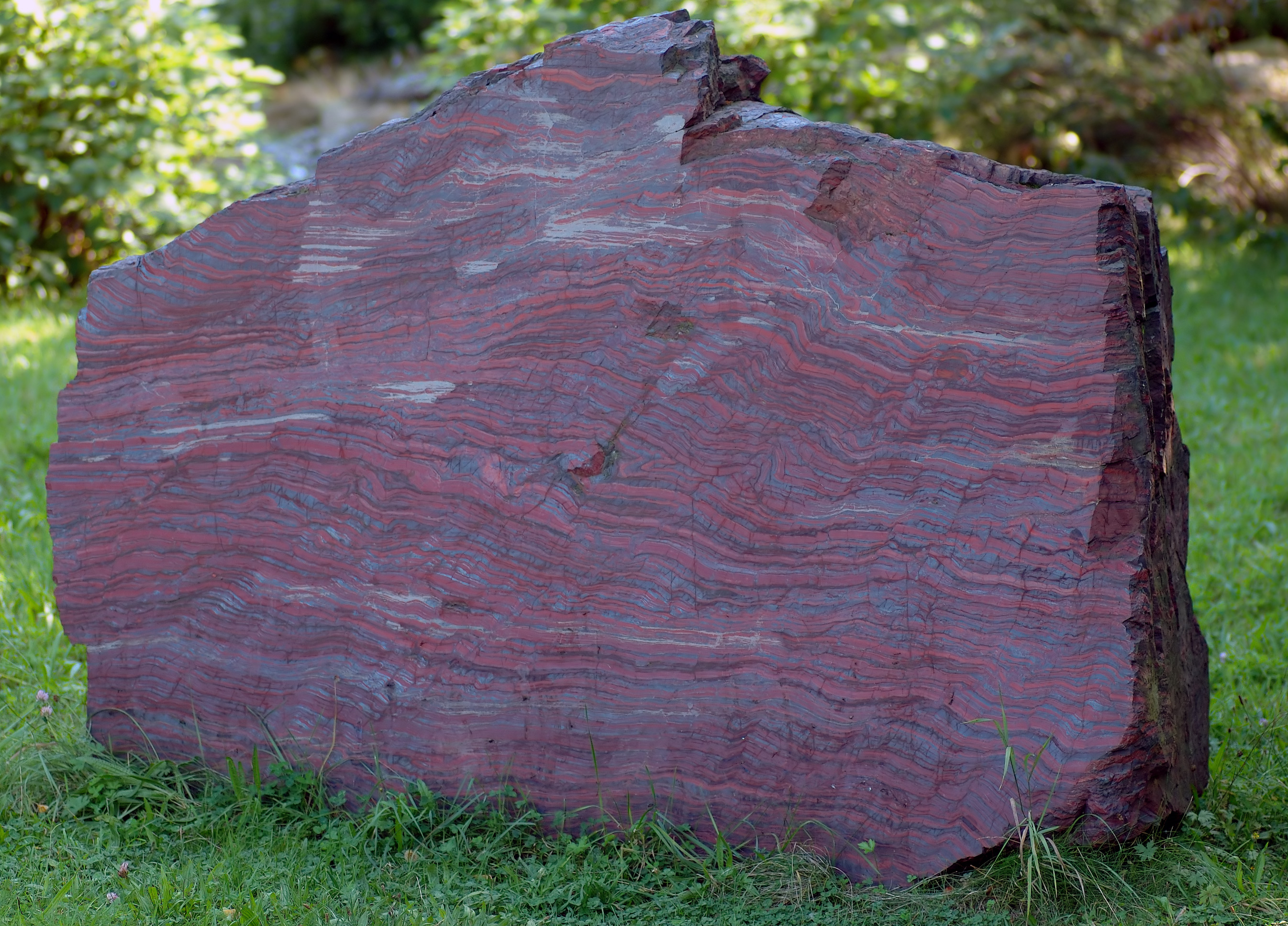
Rocher formé de minerai de fer rubané, vieux de 2.1 milliards d'années environ (Musée minéralogique de Dresde).

Le minerai de fer est une roche contenant du fer, généralement sous la forme de sulfures, carbonates ou oxydes. L'hématite (oxyde) est le principal minerai utilisé par l'industrie sidérurgique. La teneur en fer des minerais est variable (25 % à 70 %), de sorte que la teneur du minerai est un critère souvent plus important que sa distance géographique d'un point de vue économique. Ils sont transformés avant d'être utilisés en haut fourneau pour la fabrication de l'acier.

## Histoire

Évolution de la richesse du minerai de fer extrait dans différents pays. La chute récente de la teneur moyenne mondiale en fer est due à la forte consommation de minerais chinois de basse qualité. Le minerai américain est enrichi entre 61 % et 64 % avant d'être commercialisé.

L'abondance de minerai de fer riche a permis le maintien d'une caractéristique originale de la sidérurgie par rapport à la métallurgie extractive des non-ferreux : la forte proportion de centres sidérurgiques éloignés des mines. En effet, il est nettement plus économique de transporter sur des milliers de kilomètres un minerai comportant 55 % de fer (minerais brésiliens), que de fondre un minerai contenant 35 % de fer (minette lorraine). Par exemple, en 1922, chaque unité de fer en moins dans le minerai amenait une dépense supplémentaire de coke de 30 à 40 kilos. La minette de Moselle, inférieure en teneur de 4 à 6 unités aux minerais de Meurthe-et-Moselle, conduisait à consommer 1 500 kilos de coke à la tonne de fonte, alors qu'en 1913, en Meurthe-et-Moselle, on considérait comme normale une dépense de 1 000 kilos. Ainsi, avant la Première Guerre mondiale, les sidérurgistes allemands de la Moselle annexée étaient contraints d'acheter du minerai en France pour rester compétitifs.
Par ailleurs, la richesse en métal du minerai de fer pénalise moins le transport que pour d'autres minerais (par exemple, au début du XXIe siècle, la teneur moyenne en métal du minerai de cuivre est d'environ 0,6 %,).

## Minerais

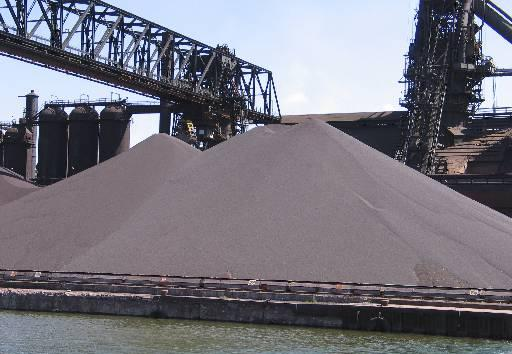
Monticule de granulats de minerais de fer utilisé pour la production de l'acier.

Les principaux minerais de fer sont des sulfures, des carbonates et des oxydes.
Les sulfures, dont les représentants principaux sont la pyrite et la pyrrhotite, ne sont jamais utilisés directement pour la production du fer à cause de l'effet fragilisant du soufre sur les alliages ferreux. Ils constituent en revanche une matière primaire importante pour la production de dioxyde de soufre, obtenu grâce au grillage. Il reste un résidu d'oxyde de fer (« cendres de pyrite ») qui est pulvérulent et peut contenir encore des quantités gênantes de soufre : son utilisation comme minerai de fer peut donc se révéler problématique.

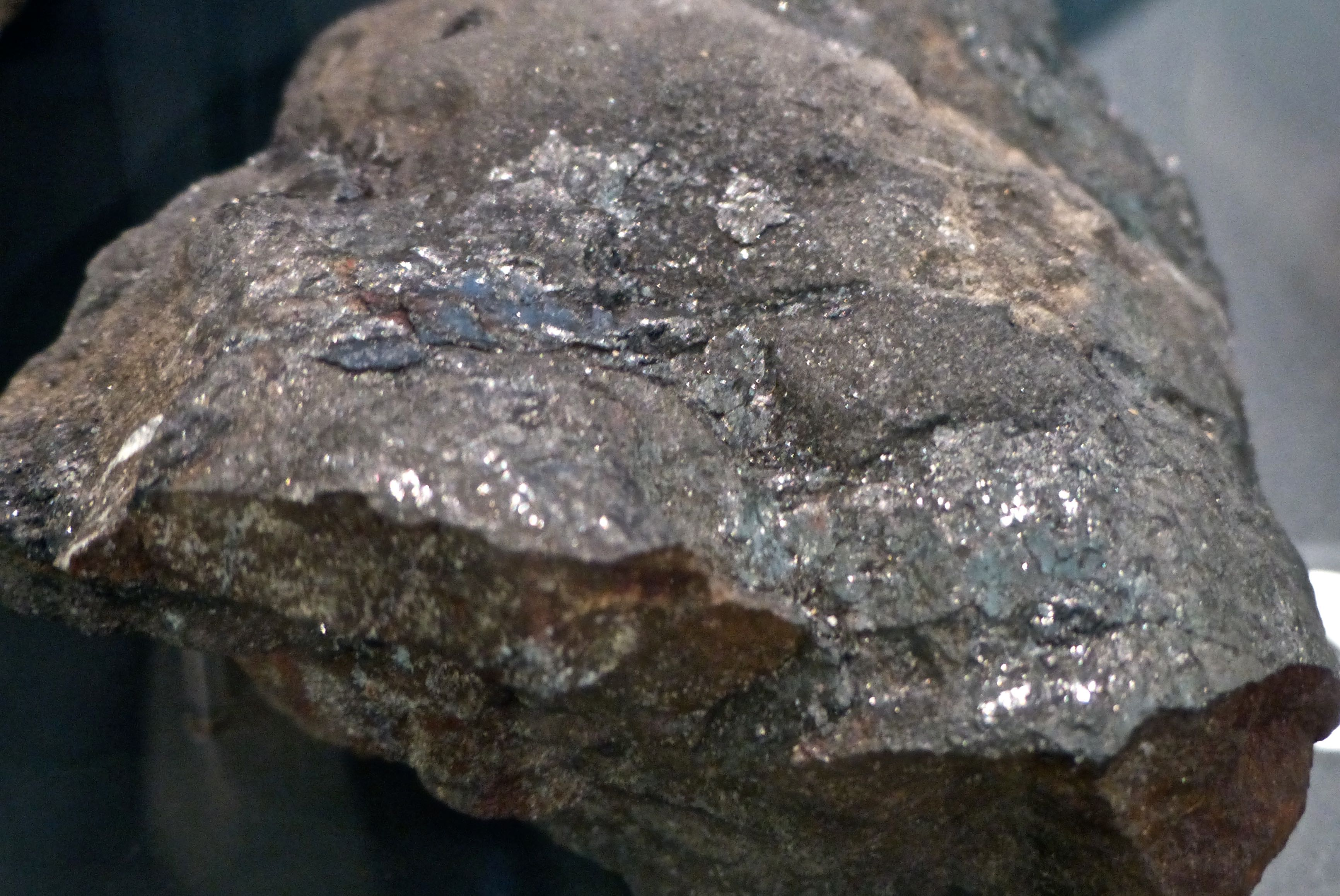
Minerai de fer houiller de la Ruhr

Comme carbonate, on trouve la sidérite ou sidérose, FeCO3, qui donne l'oxyde par calcination. À l'air humide, la sidérite se transforme en lépidocrocite ou, plus rarement, en goethite. La sidérite est fréquemment associée à la pyrite, la magnésie, la chaux, le manganèse. On distingue le fer carbonaté spathique, minerai cristallin blanc, légèrement jaunâtre, très répandu, et la sphérosidérite, en masses sphéroïdales, mélangé à des matières terreuses, rare en France mais connu en Allemagne comme œuf de Lebach. Le minerai de fer des gisements de houille renferme du charbon : il est de couleur noire et de grillage facile. Au Royaume-Uni, il est connu comme blackband.

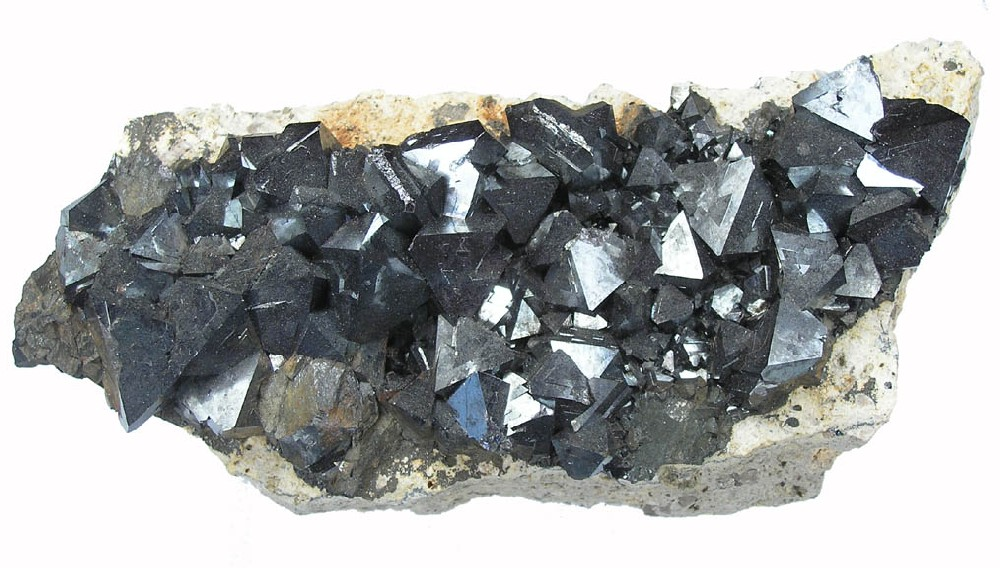
Magnétite de Bolivie

La magnétite, spinelle ferrimagnétique Fe3O4, est le minéral de fer le plus riche en métal. Elle est souvent associée à l'hématite dans le même gîte, mais des gîtes de magnétite pure sont aussi connus. Densité 5,15, couleur noire, éclat métallique, souvent accompagnée d'impuretés comme la silice, la chaux, l'alumine et le phosphore.

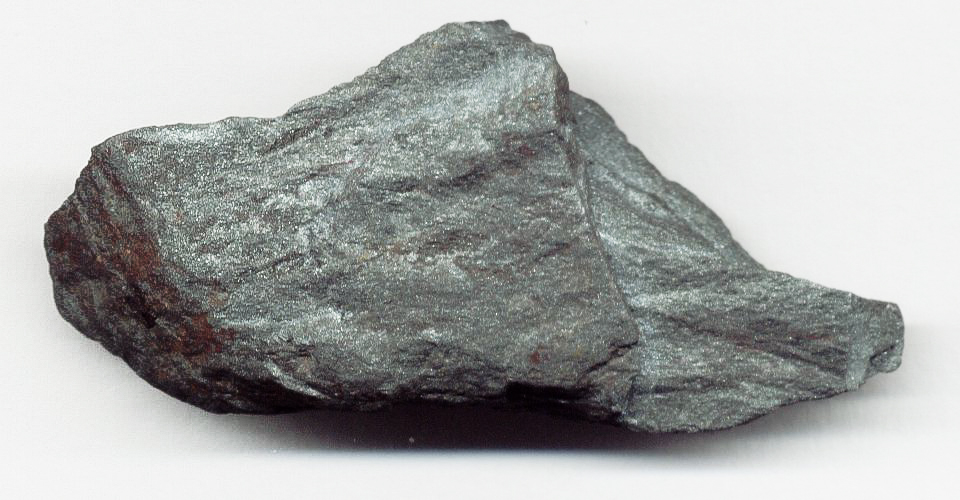
Hématite : le principal minerai de fer extrait au Brésil.

L'hématite α-Fe2O3, est le composant le plus important des minéraux de fer traités dans l'industrie sidérurgique. Elle comporte plusieurs types : 
- l'oligiste cristallise en rhomboèdres
- la spécularite consiste en agrégats de cristaux d'hématite à face lisse comme un miroir
- l'hématite rouge ordinaire se présente en masses fibreuses, terreuses ou compactes
- l'hématite rouge oolitique est formée de petites sphères agglomérées
- la martite est une hématite en pseudomorphose de la magnétite

La maghémite, γ-Fe2O3, est une forme métastable de l'hématite, α-Fe2O3, qui se forme à partir de la magnétite par oxydation progressive. Elle a les mêmes caractéristiques magnétiques que la magnétite, alors que l'hématite est faiblement magnétique. La structure est spinelle, mais avec des lacunes d'atomes de fer. 

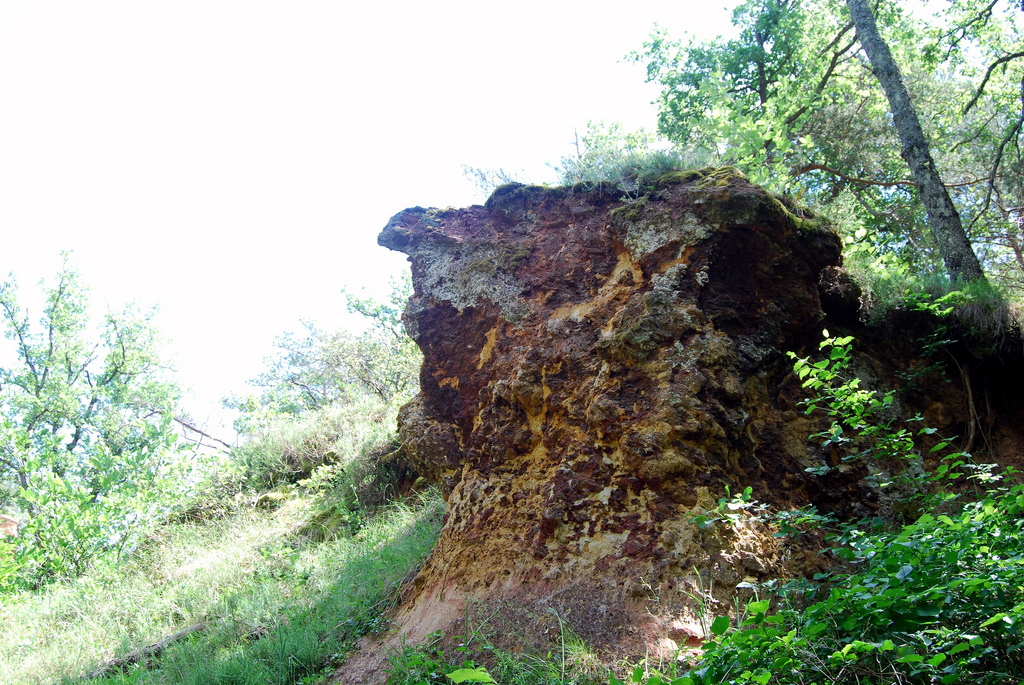
Limonite présente dans un chapeau de fer (Rustrel, France)

La limonite (ou hématite brune) est un mélange d'hydroxydes de fer à l’état microcristallin. Ces hydroxydes constituent le « chapeau de fer ». Il s’agit d’un minerai d’origine sédimentaire qui contient de la goethite, de la lépidocrocite et en faibles quantités de l'hématite, des hydroxydes d'aluminium, de la silice colloïdale, des minéraux argileux, des phosphates, des arséniates, ainsi que des composés organiques. En masses fibreuses, la limonite est assez pure, mais lorsqu’elle se présente en masses compactes ou terreuses, elle perd sa valeur sidérurgique, car elle contient des sulfures (de fer, mais aussi du plomb), des phosphates et arséniates. En France, il existe peu de limonite, mais on en trouve aux États-Unis, en Russie et en Scandinavie.
L'ilménite, minéral à structure d'hématite, est utilisée plutôt pour l'extraction du titane, le fer ayant un intérêt accessoire.
Les silicates ne sont pas utilisés pour l'extraction du fer, car le procédé d'enrichissement est complexe. De plus, sans traitement, ils sont incompatibles avec une utilisation dans un haut fourneau lorsqu'ils se présentent sous forme de sable car ils n'ont pas la perméabilité nécessaire pour laisser circuler les gaz réducteurs.

## Minéraux
La teneur en fer élémentaire des principaux minéraux de fer varie dans des limites typiques :
- magnétite : Fe = 50 – 67 %
- hématite : Fe = 30 – 65 %
- limonite : Fe = 25 – 45 %
- sidérite : Fe = 30 – 40 %

Les minerais de fer ont une teneur en fer variable selon le minéral ferrifère ; sachant également que l’isomorphisme, presque toujours présent dans les minéraux naturels, réduit la teneur théorique. 
Par rapport à leur teneur en fer, les minerais sont classés en :
- minerais pauvres : Fe ≤ 30 %
- minerais moyens : 30 % < Fe < 50 %
- minerais riches : Fe > 50 %

| Minéral         | Formule chimique | Contenu théorique en fer dans le minéral (en %) | Contenu théorique en fer après calcination (en %) |
| --------------- | ---------------- | ----------------------------------------------- | ------------------------------------------------- |
| Hématite        | Fe2O3            | 69,96                                           | 69,96                                             |
| Magnétite       | Fe3O4            | 72,4                                            | 72,4                                              |
| Magnésioferrite | MgOFe2O3         | 56-65                                           | 56-65                                             |
| Goethite        | Fe2O3H2O         | 62,9                                            | 70                                                |
| Hydrogœthite    | 3Fe2O34H2O       | 60,9                                            | 70                                                |
| Limonite        | 2Fe2O33H2O       | 60                                              | 70                                                |
| Sidérite        | FeCO3            | 48,3                                            | 70                                                |
| Pyrite          | FeS2             | 46,6                                            | 70                                                |
| Pyrrhotite      | Fe1-xS           | 61,5                                            | 70                                                |
| Ilménite        | FeTiO3           | 36,8                                            | 36,8                                              |

Les oxydes qui forment la gangue vont diminuer la teneur en fer des minerais employés.

## Traitements
L'utilisation des minerais dans un haut fourneau impose leur préparation (traitements physiques : lavage, concassage, broyage, triage, calibrage… ; traitements chimiques : grillage des sulfures, calcination des carbonates) et leur conditionnement préalable (étapes d'agglomération ou de pelletisation, qui apportent au minerai la résistance mécanique, la perméabilité et la composition chimique à la gangue compatible avec leur utilisation. Un enrichissement est parfois réalisé à cette occasion).

## Économie du minerai de fer
(septembre 2017).
À partir de l'année 2004, les experts et certains chefs d'entreprise comme Guy Dollé, alors patron d'Arcelor, pointent le risque de pénurie à long terme pour le minerai de fer et un problème du sous-investissement dans le fret maritime pour l'acheminer vers les aciéries. Le contrôle des approvisionnements a motivé la fusion à 147 milliards de dollars annoncée en 2008 entre l'empire minier BHP Billiton et son rival Rio Tinto, alors que la moitié du minerai de fer est exportée — par mer — par les grands groupes miniers, l'autre étant produit localement par les pays utilisateurs. Depuis, les capacités de production ont progressé. La production mondiale de minerai de fer a atteint 3 320 millions de tonnes en 2015, soit une légère diminution par rapport à 2014 (3 420 millions de tonnes).
Les principaux pays producteurs de minerai de fer:
| Production de minerai de fer (millions de tonnes) | 2014 | 2015 | 2016 |
| Australie                                         | 610  | 724  | 811  |
| Brésil                                            | 391  | 399  | 426  |
| Chine                                             | 315  | 194  | 123  |
| Inde                                              | 136  | 130  | 142  |
| Russie                                            | 109  | 102  | 102  |
| Ukraine                                           | 81   | 68   | 82   |
| Afrique du Sud                                    | 58   | 67   | 61   |
| États-Unis                                        | 54   | 56   | 43   |

En 2023, les principaux importateurs de minerai de fer sont la Chine (112 milliards de dollars, 69,4 %), le Japon (9,3 milliards de dollars, 5,75 %), la Corée du Sud (7,07 milliards de dollars, 4,37 %) et l'Allemagne (3,29 milliards de dollars, 2,04 %).